# Primera División
Primera División (v překladu První liga), obecně známá také jako La Liga (pod sponzorským názvem jako LALIGA EA SPORTS) je nejvyšší španělská fotbalová soutěž. Je pořádána pod hlavičkou Liga Nacional de Fútbol Profesional (LFP) stejně jako druhá nejvyšší soutěž Segunda División. Její vítěz získává titul Mistr Španělska. Níže pak stojí různé regionální, většinou amatérské soutěže.
Od roku 2016 je hlavním sponzorem banka Santander, původně tříletá smlouva byla v roce 2019 prodloužena do konce sezóny 2020/21. Předchozím sponzorem byla banka BBVA.
Soutěž je tvořena 20 týmy, z nichž tři nejhorší z každého ročníku sestupují do Segunda División. Naopak tři týmy z nižší soutěže postupují do Primera División. V rámci Evropských poháru, které jsou nasazovány dle aktuálního koeficientu, postupovaly v roce 2019 čtyři týmy přímo do Ligy mistrů UEFA. Dva týmy postupovaly do 4. předkola Evropské ligy UEFA a jeden přímo do hlavní soutěže. Vítěz postupuje do boje o superpohár Supercopa de España.

## Historie soutěže

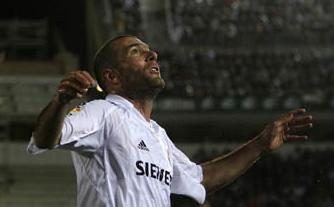
Primera División 2005

Soutěž se hraje od roku 1929 mimo tři ročníky (1936–1939) nepřetržitě dodnes. Včetně sezony 2018/19 tak bylo odehráno celkem 86 sezon. V soutěži startovalo celkem 62 týmů, ale pouze devět jich dokázalo vyhrát královskou trofej pro vítěze soutěže. Nejvíce trofejí má ve sbírce Real Madrid s počtem 35 titulů, následuje FC Barcelona s 26 tituly. Pouze tři týmy pak odehrály všech osmdesát šest ročníků této soutěže. Kromě již zmiňovaných klubů Real Madrid a FC Barcelona to byl baskický klub Athletic Bilbao. Dnes je vedená Primera División jako nejlepší fotbalová soutěž světa podle Mezinárodní federace fotbalových historiků a statistiků a také žebříčku UEFA.

## Nejvíce sezon v lize
Jedná se o kompletní seznam klubů, které se zúčastnilo 92 sezon od sezóny 1928/29 až do sezóny 2022/23 (tučně označené).
- 92 sezon: Athletic Club, FC Barcelona, Real Madrid
- 88 sezon: Valencia CF
- 87 sezon: RCD Espanyol
- 86 sezon: Atlético Madrid
- 79 sezon: Sevilla FC
- 76 sezon: Real Sociedad
- 58 sezon: Real Zaragoza
- 57 sezon: Real Betis Balompié, Celta de Vigo
- 46 sezon: Deportivo de La Coruña, Real Valladolid
- 44 sezon: Racing de Santander
- 42 sezon: Sporting de Gijón
- 41 sezon: CA Osasuna
- 38 sezon: Real Oviedo
- 37 sezon: Málaga CF
- 34 sezon: UD Las Palmas
- 30 sezon: RCD Mallorca
- 26 sezon: Granada CF
- 24 sezon: Elche CF
- 23 sezon: Villarreal CF
- 20 sezon: Hércules CF, Rayo Vallecano
- 19 sezon: Real Murcia
- 18 sezon: Getafe CF
- 17 sezon: Deportivo Alavés
- 16 sezon: Levante UD
- 15 sezon: Cádiz CF
- 14 sezon: CE Sabadell
- 13 sezon: CD Tenerife
- 12 sezon: UD Salamanca
- 11 sezon: UD Castellón
- 9 sezon: UD Almería, Córdoba CF, CD Logroñés
- 7 sezon: Albacete Balompié, Arenas Club de Getxo, SD Eibar
- 6 sezon: Burgos CF, Pontevedra CF
- 5 sezon: Recreativo de Huelva
- 4 sezony: CD Alcoyano, SD Compostela, CG Tarragona, CD Leganés, CD Numancia, Real Unión
- 3 sezony: CE Europa, Girona FC, Real Jaén CF, Burgos CF
- 2 sezony: CF Extremadura, SD Huesca, UE Lleida, Mérida UD
- 1 sezona: Moghreb Athlétic de Tétouan, FC Barcelona „B“, Cultural y Deportiva Leonesa, Xerez CD

## Nejlepší kluby v historii podle počtu titulů
| Vítězové nejvyšší ligové soutěže |        | |
| Klub                             | Tituly | Vítězné ročníky |
| Real Madrid                      | 36     | 1932, 1933, 1954, 1955, 1957, 1958, 1961, 1962, 1963, 1964, 1965, 1967, 1968, 1969, 1972, 1975, 1976, 1978, 1979, 1980, 1986, 1987, 1988, 1989, 1990, 1995, 1997, 2001, 2003, 2007, 2008, 2012, 2017, 2020, 2022, 2024 |
| FC Barcelona                     | 28     | 1929, 1945, 1948, 1949, 1952, 1953, 1959, 1960, 1974, 1985, 1991, 1992, 1993, 1994, 1998, 1999, 2005, 2006, 2009, 2010, 2011, 2013, 2015, 2016, 2018, 2019, 2023, 2025                                                 |
| Atlético Madrid                  | 11     | 1940, 1941, 1950, 1951, 1966, 1970, 1973, 1977, 1996, 2014, 2021 |
| Athletic Bilbao                  | 8      | 1930, 1931, 1934, 1936, 1943, 1956, 1983, 1984 |
| Valencia CF                      | 6      | 1942, 1944, 1947, 1971, 2002, 2004 |
| Real Sociedad                    | 2      | 1981, 1982 |
| Real Betis                       | 1      | 1935 |
| Sevilla FC                       | 1      | 1946 |
| Deportivo de La Coruña           | 1      | 2000 |

## Vítězové jednotlivých ročníků
- Pozn.: číslo v závorce znamená počet získaných titulů klubu k dané sezóně.

| Primera División (1929–2018)               |                            |                        |                        |
| Ročník                                     | Mistr                      | 2. místo               | 3. místo               |
| 1929                                       | FC Barcelona (1)           | Real Madrid            | Athletic Bilbao        |
| 1929–1930                                  | Athletic Bilbao (1)        | FC Barcelona           | Arenas Club de Getxo   |
| 1930–1931                                  | Athletic Bilbao (2)        | Racing de Santander    | Real Sociedad          |
| 1931–1932                                  | Real Madrid (1)            | Athletic Bilbao        | FC Barcelona           |
| 1932–1933                                  | Real Madrid (2)            | Athletic Bilbao        | RCD Espanyol           |
| 1933–1934                                  | Athletic Bilbao (3)        | Real Madrid            | Racing de Santander    |
| 1934–1935                                  | Real Betis (1)             | Real Madrid            | Real Oviedo            |
| 1935–1936                                  | Athletic Bilbao (4)        | Real Madrid            | Real Oviedo            |
| * V letech 1936–39 byly 3 sezony vynechány |                            |                        |                        |
| 1939–1940                                  | Atlético Madrid (1)        | Sevilla FC             | Athletic Bilbao        |
| 1940–1941                                  | Atlético Madrid (2)        | Athletic Bilbao        | Valencia CF            |
| 1941–1942                                  | Valencia CF (1)            | Real Madrid            | Atlético Madrid        |
| 1942–1943                                  | Athletic Bilbao (5)        | Sevilla FC             | FC Barcelona           |
| 1943–1944                                  | Valencia CF (2)            | Atlético Madrid        | Sevilla FC             |
| 1944–1945                                  | FC Barcelona (2)           | Real Madrid            | Atlético Madrid        |
| 1945–1946                                  | Sevilla FC (1)             | FC Barcelona           | Athletic Bilbao        |
| 1946–1947                                  | Valencia CF (3)            | Athletic Bilbao        | Atlético Madrid        |
| 1947–1948                                  | FC Barcelona (3)           | Valencia CF            | Atlético Madrid        |
| 1948–1949                                  | FC Barcelona (4)           | Valencia CF            | Real Madrid            |
| 1949–1950                                  | Atlético Madrid (3)        | Deportivo de La Coruña | Valencia CF            |
| 1950–1951                                  | Atlético Madrid (4)        | Sevilla FC             | Valencia CF            |
| 1951–1952                                  | FC Barcelona (5)           | Athletic Bilbao        | Real Madrid            |
| 1952–1953                                  | FC Barcelona (6)           | Valencia CF            | Real Madrid            |
| 1953–1954                                  | Real Madrid (3)            | FC Barcelona           | Valencia CF            |
| 1954–1955                                  | Real Madrid (4)            | FC Barcelona           | Athletic Bilbao        |
| 1955–1956                                  | Athletic Bilbao (6)        | FC Barcelona           | Real Madrid            |
| 1956–1957                                  | Real Madrid (5)            | Sevilla FC             | FC Barcelona           |
| 1957–1958                                  | Real Madrid (6)            | Atlético Madrid        | FC Barcelona           |
| 1958–1959                                  | FC Barcelona (7)           | Real Madrid            | Athletic Bilbao        |
| 1959–1960                                  | FC Barcelona (8)           | Real Madrid            | Athletic Bilbao        |
| 1960–1961                                  | Real Madrid (7)            | Atlético Madrid        | Real Zaragoza          |
| 1961–1962                                  | Real Madrid (8)            | FC Barcelona           | Atlético Madrid        |
| 1962–1963                                  | Real Madrid (9)            | Atlético Madrid        | Real Oviedo            |
| 1963–1964                                  | Real Madrid (10)           | FC Barcelona           | Real Betis             |
| 1964–1965                                  | Real Madrid (11)           | Atlético Madrid        | Real Zaragoza          |
| 1965–1966                                  | Atlético Madrid (5)        | Real Madrid            | FC Barcelona           |
| 1966–1967                                  | Real Madrid (12)           | FC Barcelona           | RCD Espanyol           |
| 1967–1968                                  | Real Madrid (13)           | FC Barcelona           | UD Las Palmas          |
| 1968–1969                                  | Real Madrid (14)           | UD Las Palmas          | FC Barcelona           |
| 1969–1970                                  | Atlético Madrid (6)        | Athletic Bilbao        | Sevilla FC             |
| 1970–1971                                  | Valencia CF (4)            | FC Barcelona           | Atlético Madrid        |
| 1971–1972                                  | Real Madrid (15)           | Valencia CF            | FC Barcelona           |
| 1972–1973                                  | Atlético Madrid (7)        | FC Barcelona           | RCD Espanyol           |
| 1973–1974                                  | FC Barcelona (9)           | Atlético Madrid        | Real Zaragoza          |
| 1974–1975                                  | Real Madrid (16)           | Real Zaragoza          | FC Barcelona           |
| 1975–1976                                  | Real Madrid (17)           | FC Barcelona           | Atlético Madrid        |
| 1976–1977                                  | Atlético Madrid (8)        | Athletic Bilbao        | FC Barcelona           |
| 1977–1978                                  | Real Madrid (18)           | FC Barcelona           | Athletic Bilbao        |
| 1978–1979                                  | Real Madrid (19)           | Sporting de Gijón      | Atlético Madrid        |
| 1979–1980                                  | Real Madrid (20)           | Real Sociedad          | Sporting de Gijón      |
| 1980–1981                                  | Real Sociedad (1)          | FC Barcelona           | Real Madrid            |
| 1981–1982                                  | Real Sociedad (2)          | Real Madrid            | Atlético Madrid        |
| 1982–1983                                  | Athletic Bilbao (7)        | Real Madrid            | Atlético Madrid        |
| 1983–1984                                  | Athletic Bilbao (8)        | Real Madrid            | FC Barcelona           |
| 1984–1985                                  | FC Barcelona (10)          | Atlético Madrid        | Athletic Bilbao        |
| 1985–1986                                  | Real Madrid (21)           | FC Barcelona           | Athletic Bilbao        |
| 1986–1987                                  | Real Madrid (22)           | FC Barcelona           | RCD Espanyol           |
| 1987–1988                                  | Real Madrid (23)           | Real Sociedad          | Atlético Madrid        |
| 1988–1989                                  | Real Madrid (24)           | FC Barcelona           | Valencia CF            |
| 1989–1990                                  | Real Madrid (25)           | Valencia CF            | FC Barcelona           |
| 1990–1991                                  | FC Barcelona (11)          | Atlético Madrid        | Real Madrid            |
| 1991–1992                                  | FC Barcelona (12)          | Real Madrid            | Atlético Madrid        |
| 1992–1993                                  | FC Barcelona (13)          | Real Madrid            | Deportivo de La Coruña |
| 1993–1994                                  | FC Barcelona (14)          | Deportivo de La Coruña | Real Zaragoza          |
| 1994–1995                                  | Real Madrid (26)           | Deportivo de La Coruña | Real Betis             |
| 1995–1996                                  | Atlético Madrid (9)        | Valencia CF            | FC Barcelona           |
| 1996–1997                                  | Real Madrid (27)           | FC Barcelona           | Deportivo de La Coruña |
| 1997–1998                                  | FC Barcelona (15)          | Athletic Bilbao        | Real Sociedad          |
| 1998–1999                                  | FC Barcelona (16)          | Real Madrid            | RCD Mallorca           |
| 1999–2000                                  | Deportivo de La Coruña (1) | FC Barcelona           | Valencia CF            |
| 2000–2001                                  | Real Madrid (28)           | Deportivo de La Coruña | RCD Mallorca           |
| 2001–2002                                  | Valencia CF (5)            | Deportivo de La Coruña | Real Madrid            |
| 2002–2003                                  | Real Madrid (29)           | Real Sociedad          | Deportivo de La Coruña |
| 2003–2004                                  | Valencia CF (6)            | FC Barcelona           | Deportivo de La Coruña |
| 2004–2005                                  | FC Barcelona (17)          | Real Madrid            | Villarreal CF          |
| 2005–2006                                  | FC Barcelona (18)          | Real Madrid            | Valencia CF            |
| 2006–2007                                  | Real Madrid (30)           | FC Barcelona           | Sevilla FC             |
| 2007–2008                                  | Real Madrid (31)           | Villarreal CF          | FC Barcelona           |
| 2008–2009                                  | FC Barcelona (19)          | Real Madrid            | Sevilla FC             |
| 2009–2010                                  | FC Barcelona (20)          | Real Madrid            | Valencia CF            |
| 2010–2011                                  | FC Barcelona (21)          | Real Madrid            | Valencia CF            |
| 2011–2012                                  | Real Madrid (32)           | FC Barcelona           | Valencia CF            |
| 2012–2013                                  | FC Barcelona (22)          | Real Madrid            | Atlético Madrid        |
| 2013–2014                                  | Atlético Madrid (10)       | FC Barcelona           | Real Madrid            |
| 2014–2015                                  | FC Barcelona (23)          | Real Madrid            | Atlético Madrid        |
| 2015–2016                                  | FC Barcelona (24)          | Real Madrid            | Atlético Madrid        |
| 2016–2017                                  | Real Madrid (33)           | FC Barcelona           | Atlético Madrid        |
| 2017–2018                                  | FC Barcelona (25)          | Atlético Madrid        | Real Madrid            |
| 2018–2019                                  | FC Barcelona (26)          | Atlético Madrid        | Real Madrid            |
| 2019–2020                                  | Real Madrid (34)           | FC Barcelona           | Atlético Madrid        |
| 2020–2021                                  | Atlético Madrid (11)       | Real Madrid            | FC Barcelona           |
| 2021–2022                                  | Real Madrid (35)           | FC Barcelona           | Atlético Madrid        |
| 2022–2023                                  | FC Barcelona (27)          | Real Madrid            | Atlético Madrid        |
| 2023–2024                                  | Real Madrid (36)           | FC Barcelona           | Girona FC              |
| 2024–2025                                  | Barcelona (28)             | Real Madrid            | Atlético Madrid        |

## Nejlepší střelci historie
| Pozice | Stát        | Hráč                     | Branky | Zápasy | Průměr branek na zápas |
| ------ | ----------- | ------------------------ | ------ | ------ | ---------------------- |
| 1      | Argentina   | Lionel Messi             | 442    | 484    | 0.91                   |
| 2      | Portugalsko | Cristiano Ronaldo        | 311    | 292    | 1.07                   |
| 3      | Španělsko   | Telmo Zarra              | 251    | 277    | 0.91                   |
| 4      | Mexiko      | Hugo Sánchez             | 234    | 347    | 0.67                   |
| 5      | Španělsko   | Raúl González            | 228    | 550    | 0.41                   |
| 6      | Španělsko   | Alfredo Di Stéfano       | 227    | 329    | 0.69                   |
| 7      | Španělsko   | César Rodríguez          | 221    | 353    | 0.63                   |
| 8      | Španělsko   | Enrique Castro Quini     | 219    | 448    | 0.49                   |
| 9      | Španělsko   | Pahiño                   | 211    | 278    | 0.76                   |
| 10     | Španělsko   | Edmundo Suárez           | 195    | 231    | 0.84                   |
| 11     | Španělsko   | Carlos Alonso Santillana | 186    | 461    | 0.40                   |
| 12     | Španělsko   | David Villa              | 185    | 352    | 0.53                   |
| 13     | Španělsko   | Juan Arza                | 182    | 349    | 0.52                   |
| 14     | Španělsko   | Guillermo Gorostiza      | 178    | 256    | 0.70                   |
| 15     | Francie     | Karim Benzema            | 169    | 348    | 0.49                   |

- Tučně jsou zvýrazněni stále aktivní hráči v La Lize.